# مشعل الصبياني
مشعل صبياني خيرالله  لاعب كرة قدم سعودي و يلعب كمدافع و يلعب حالياً مع نادي الاتفاق السعودي.

## روابط خارجية
- مشعل الصبياني على موقع قاعدة بيانات كرة القدم.إي يو (الإنجليزية)
- مشعل الصبياني على موقع ناشيونال فوتبول تيمز (الإنجليزية)
- مشعل الصبياني على موقع Soccerway.com (الإنجليزية)
- مشعل الصبياني على موقع كووورة

مشعل الصبياني